# Fontana del Prato di Ognissanti
La fontana del Prato di Ognissanti è una fontana storica di Firenze, realizzata nel 1810 e collocata nel piazzale del Prato di Ognissanti.

## Storia
La fontana, realizzata in pietra serena su progetto di Giuseppe Del Rosso, si trovava originariamente in piazza de' Mozzi, dove rappresentava una delle fonti di approvvigionamento idrico più apprezzate della città per la qualità delle acque. L'iscrizione che ancora la segna precisa che la sua realizzazione risale al 1810, all'epoca di Elisa Baciocchi, sorella di Napoleone, quando Fouchet era prefetto dell'Arno e Emilio Pucci pretore di Firenze. 
Fu trasportata sul Prato nel 1883, come dichiarato dall'ulteriore iscrizione che ricorre su uno degli elementi in pietra che coronano l'insieme. Qui andò a sostituire un antico pozzo, che si vede anche nella pianta del Buonsignori.

## Descrizione
Si presenta al pari di un monumentale cippo, a pianta ellittica, con basamento a finto bugnato e con il corpo arricchito da due mensole con plastiche volute adorne di foglie d'acanto. 
Vuoi per le caratteristiche proprie della pietra arenaria con la quale fu realizzata, vuoi per l'incuria, l'insieme si presenta in un precario stato di conservazioni, con elementi rotti, fratturati e in procinto di cadere.
Le iscrizioni, ormai scarsamente leggibili, riportano:
| FONS . HIC . ANNO.D.MDCCCX IMPERII . NAPOLEONIS . M. AUG. A . VI INCL . EIVS . SOR . ELISA . ETRVRIAM . REGENT JOSEPHO . FAVCHET . PRÆFECTVRAM . ARNI PRÆTVRAM . VERO . VRBIS . ÆMILIO . PVCCIO . GEREN TIBVS . IN . COMMVNE . COMMODVM . DERIVATVS . |

Traduzione: "Questo fonte è ottenuto [è stato fatto] nell'anno 1810 del regno di Napoleone, nel mese di agosto del sesto anno, reggenti sua sorella Elisa il regno d'Etruria, Joseph Fauchet la prefettura dell'Arno, ed Emilio Pucci la pretura della città, per il bene comune".
| TRASPORTATO DALLA PIAZZA DEI MOZZI IN QUESTO LUOGO L'ANNO MDCCCLXXXIII |